# رباط على جوف (ملحان)

تعديل مصدري - تعديل

رباط على جوف هي إحدى قرى عزلة همدان بمديرية ملحان التابعة لمحافظة المحويت، بلغ تعداد سكانها 23 نسمة حسب تعداد اليمن لعام 2004.